# 高岭土

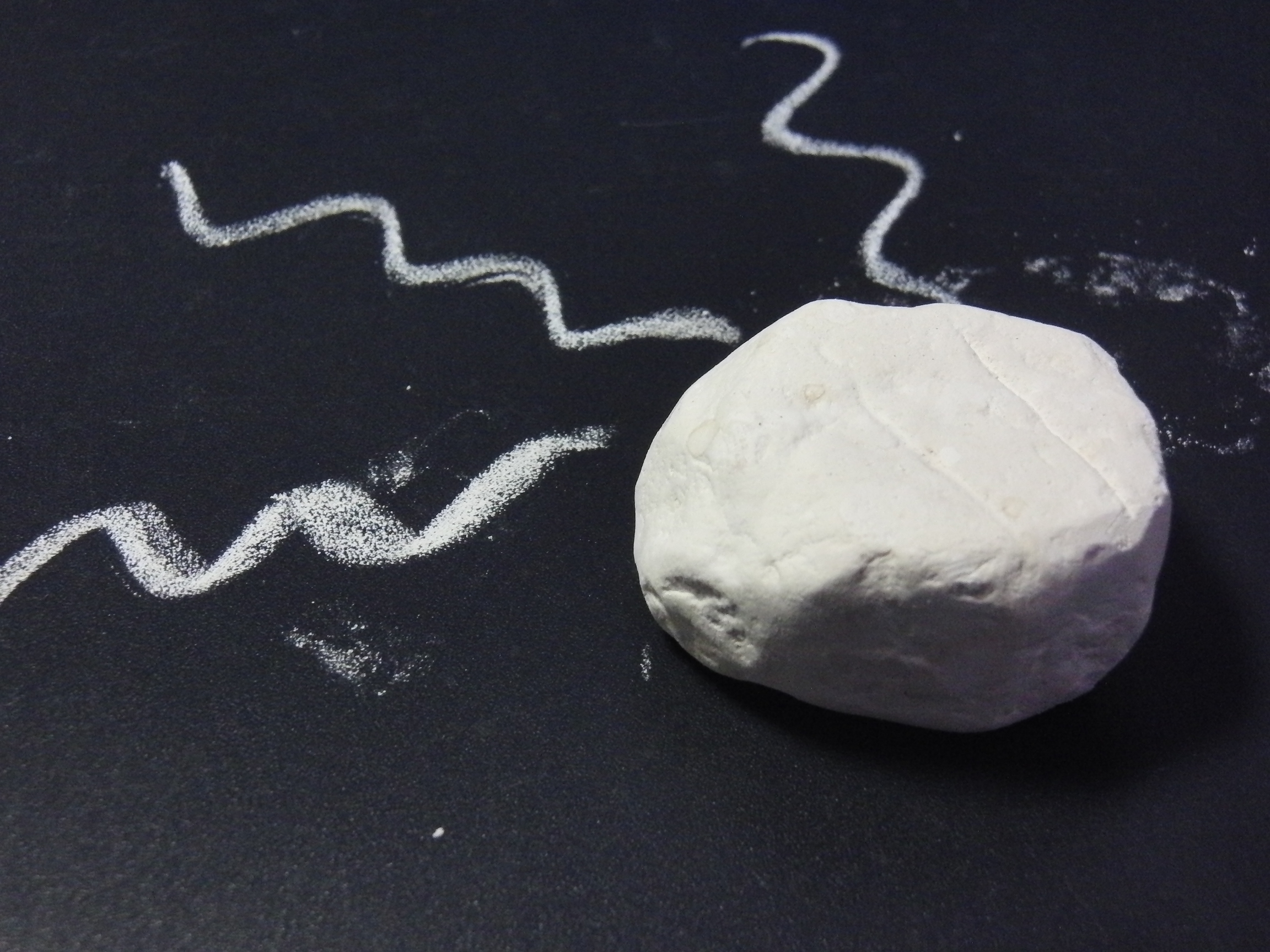
高嶺土可直接書寫於物體上

高岭土（英語：Kaolinite），又稱觀音土、白鱔泥、膨土岩、斑脱石、甘土、皂土、陶土、瓷土、白泥，礦物學中以高岭石稱之，是一種含鋁的页矽酸鹽礦物，呈白色軟泥狀，颗粒细腻，狀似面粉。其化学成分相当稳定，被誉为“万能石”。為製造瓷器和陶器的主要原料。英語名稱「Kaolinite」源自於中國江西省景德鎮附近的一個村莊名稱。

## 化學

### 標記法
礦物學中所使用的化學式為Al
2Si
2O
5(OH)
4，然而在陶瓷工程應用上通常用氧化物表示，因此高嶺土的化學式為Al
2O
3 ·  2SiO
2 · 2H2O。

## 應用
高岭土主要在地表之下，其质地和成分的不同可以直接影响到陶和瓷在窑中的变化，所以优质的高岭土可以制作非常出色的器物，而往往多会在其周边建立起名窑。如景德镇、金門縣 等。
高岭土的开发和利用，为景德镇制瓷业的快速发展奠定了坚实的基础，对世界陶瓷工艺的发展起了重大的变革作用。随着瓷胎最初的单料成瓷（使用瓷石一种原料制造瓷器）到后来的二元配方（使用瓷石和高岭土两种原料制造瓷器），制瓷工艺也日益优异。以高岭土作为制瓷原料，大大促进了陶瓷工艺水準和制品品質的提昇，促进了陶瓷的发展。
从元至清中期为高岭矿开采旺盛时期。如今高岭山虽然已不再出产高岭土，但是由于她在陶瓷史中的地位和大量的古遗迹，已经成为瓷都景德镇市的观光旅游胜地。景德镇自从采用高岭土配制瓷器后，出产的瓷器洁白无瑕，更为精美。1712年法国传教士昂特雷柯莱曾向国外介绍过高岭的瓷土，于是高岭土从此便名声远扬，身价百倍。
在醫學上它曽被用於腹瀉的治療。在美国是治療腹瀉的藥品「白陶土和果胶制剂」（Kaopectate）成分之一，但由于FDA2003年报告称无法证明其疗效，后被次水杨酸铋取代。

## 高嶺土與饑荒
觀音土在大饑荒時期曾被饑民當成食物充饥，吃下暫時解除飢餓感。崇禎三年（1630年）陝西大饑，陝西巡按馬懋才在《備陳大饑疏》說陝西人民只能吃觀音土填飽肚子。中華民國時代，申報等現代傳媒出現後，不斷的饑荒報導反覆地提及饑荒災民食用觀音土。中華人民共和國1960年代三年大饑荒期間也有不少人吃觀音土。
但觀音土並非有機食物，含大量氧化铝，不能被人体消化吸收，尽管吃了不会饿肚子，少量吃不致命，但由于毫無營養成份，吃久了人还是會死於營養不良。此外，吃了觀音土有會腹胀、手足浮腫、便秘等症狀。因为胃部的填充對飢餓感的減除只起到一小部分的作用，曾出現過大量食用觀音土致死的案例。

## 產地
高嶺土產地包括了：
亞洲
- 伊朗
- 巴基斯坦
- 印度
- 越南
- 中國
- 朝鮮
- 日本

歐洲
- 保加利亚
- 捷克
- 德国
- 法国
- 西班牙
- 英国

美洲
- 美国
- 巴西

大洋洲
- 澳大利亚